# Євтушенко Никифор Тимофійович
Ники́фор Тимофі́йович Євтуше́нко (нар. 7 лютого 1917 — пом. 5 вересня 2002) — радянський льотчик, штурман ескадрильї 99-го гвардійського окремого розвідувального авіаційного полку (15-а повітряна армія), гвардії капітан. Герой Радянського Союзу (1944).

## Життєпис
Народився 7 лютого 1917 року в селі Стара Осота Олександрівської волості Чигиринського повіту Київської губернії (нині — Олександрівський район Кіровоградської області) в селянській родині. Українець. З 1929 року жив у Каневі, де закінчив 8 класів. У 1937 році закінчив Канівський сільськогосподарський технікум.
До лав РСЧА призваний у серпні 1937 року. Закінчив Мелітопольське військове авіаційне училище штурманів. Проходив службу на штурманських посадах у стройових частинах ВПС Забайкальського ВО.
Учасник німецько-радянської війни з липня 1941 року. Протягом липня — вересня 1941 року — штурман екіпажу 32-го швидкісного бомбардувального авіаційного полку 284-ї бомбардувальної авіаційної дивізії ВПС Західного фронту. На бомбардувальнику СБ у складі екіпажу під командуванням старшого лейтенанта П. І. Гаврилова і стрільця-радиста старшого лейтенанта Д. Є. Нікуліна здійснив 4 бойових вильоти, був збитий вогнем зенітної артилерії ворога, вистрибнув з парашутом. Після значних втрат у особовому складі й техніці, полк був виведений на переформування. Пройшов перепідготовку на пікіруючий бомбардувальник Пе-2.
З липня 1942 року — знову на фронті. До серпня 1944 року — штурман ескадрильї 32-го (з червня 1943 — 99-го гвардійського) окремого розвідувального авіаційного полку. Воював на Брянському і 2-у Прибалтійському фронтах. З серпня 1944 по березень 1945 року — штурман 367-го бомбардувального авіаційного полку тієї ж армії.
Всього за роки війни здійснив 247 вдалих бойових вильотів на бомбардування і повітряну розвідку.
У березні 1945 року направлений на навчання до Військово-повітряної академії. З жовтня 1945 року — старший помічник начальника розвідувального відділу штабу 15-ї повітряної армії Прибалтійського ВО. В травні 1946 року майор Євтушенко Н. Т. вийшов у запас.
Мешкав у Ризі (Латвія). З листопада 1946 року обіймав відповідальні посади в органах МВС Латвійської РСР. У 1955 році закінчив Московський заочний юридичний інститут. У березні 1956 року підполковник міліції Н. Т. Євтушенко був заарештований, позбавлений військового звання, державних нагород і звільнений за дискредитацію звання високопосадовця МВС.
З 1958 року працював майстром Центрального ремонтно-механічного заводу «Мосенерго», згодом — майстром, технологом, а з 1965 року — заступником начальника і начальником малярного цеху деревообробного комбінату № 3 московського тресту Головпромбудматеріалів. Закінчив Всесоюзний заочний лісотехнічний технікум.
Мешкав у Москві, де й помер 5 вересня 2002 року. Похований на Рогозькому цвинтарі.

## Нагороди
Указом Президії Верховної Ради СРСР від 19 серпня 1944 року за зразкове виконання бойових завдань командування на фронті боротьби з німецькими загарбниками та виявлені при цьому відвагу і героїзм, гвардії капітанові Євтушенку Никифору Тимофійовичу присвоєне звання Героя Радянського Союзу з врученням ордена Леніна і медалі «Золота Зірка» (№ 4098).
Був нагороджений двома орденами Леніна (02.09.1943, 19.08.1944), орденами Червоного Прапора (03.08.1944), двома Вітчизняної війни 1-го ступеня (16.02.1943, 11.03.1985), Червоної Зірки (25.12.1942) і медалями.
Указом Президії Верховної Ради СРСР від 25 листопада 1957 року позбавлений звання Героя Радянського Союзу і всіх нагород. 23 січня 1969 року Указом Президії Верховної Ради СРСР відновлений в правах на нагороди.